# Rolando Bragaglia
Pour les articles homonymes, voir Bragaglia.
Rolando Bragaglia est un patineur artistique italien, triple champion d'Italie en 1974, 1975 et 1976.

## Biographie

### Carrière sportive
Rolando Bragaglia est triple champion d'Italie en 1974, 1975 et 1976.
Il représente son pays à trois championnats d'Europe (1973 à Cologne, 1974 à Zagreb et 1976 à Genève) et deux mondiaux (1973 à Bratislava et 1974 à Munich). Il ne participe pas aux Jeux olympiques d'hiver.
Il arrête sa carrière sportive après les championnats européens de 1976.

### Reconversion
Rolando Bragaglia travaille comme spécialiste technique lors de compétitions de patinage en Italie
.

## Palmarès
| Compétitions principales | 1973    | 1974    | 1975    | 1976    |  |  |  |  |  |  |  |  |  |  |
| Jeux olympiques d'hiver  |         |         |         |         |  |  |  |  |  |  |  |  |  |  |
| Championnats du monde    | 22e     | 20e     |         |         |  |  |  |  |  |  |  |  |  |  |
| Championnats d’Europe    | 17e     | 15e     |         | 19e     |  |  |  |  |  |  |  |  |  |  |
| Championnats d'Italie    | 2e      | 1er     | 1er     | 1er     |  |  |  |  |  |  |  |  |  |  |
|                          |         |         |         |         |  |  |  |  |  |  |  |  |  |  |
| Autre compétition        | 1972/73 | 1973/74 | 1974/75 | 1975/76 |  |  |  |  |  |  |  |  |  |  |
| Skate Canada             |         | 11e     |         |         |  |  |  |  |  |  |  |  |  |  |
|                          |         |         |         |         |  |  |  |  |  |  |  |  |  |  |